# Gesteentevormend mineraal
Met gesteentevormende mineralen worden de mineralen bedoeld die het grootste deel van de massa van een gesteente beslaan. De term wordt gebruikt bij stollingsgesteente en metamorf gesteente. De meeste gesteentevormende mineralen zijn silicaten (verbindingen van silica - SiO2). 
Bij stollingsgesteente zijn de meest voorkomende gesteentevormende mineralen kwarts (puur silica), veldspaten, mica's, amfibolen, pyroxenen en olivijn. In metamorfe gesteenten komen daarnaast ook andere gesteentevormende mineralen voor, zoals epidoot, granaat, verschillende aluminiumsilicaten, stauroliet, calciet, dolomiet, chloritoïd en anderen.